# 生きとし生けるもの (1934年の映画)
『生きとし生けるもの』（いきとしいけるもの）は、山本有三の同名小説を原作として1934年11月15日に公開された五所平之助監督の日本映画。
「1934年・第11回キネマ旬報ベスト・テン」において日本映画部門で3位にランクインした。

## スタッフ
- 監督 - 五所平之助[1][3]
- 脚本 - 伏見晁[1][3]
- 原作 - 山本有三[1][3]
- 撮影 - 杉本正次郎[1]（杉本正二郎）[3][2]
- 音楽 - 堀内敬三[1][3]

## キャスト
- 大日方伝[1][3]
- 川崎弘子[1][3]
- 斎藤達雄[3]
- 小林十九二[3]
- 新井淳[3]
- 菅原秀雄[1][3]